# Alfred Toppe
Alfred Otto Christian Heinrich Toppe (* 28. Juni 1904 in Zernin in Mecklenburg-Schwerin; † 8. Dezember 1971 in Hösel) war ein deutscher Generalmajor des Heeres der Wehrmacht und vom 22. Juli 1944 bis Kriegsende Generalquartiermeister des Heeres.

## Leben

### Herkunft
Alfred Toppe wurde als Sohn des Erbpächters Johann (Joachim Christian) Toppe (1863–1931) aus Zernin und dessen Ehefrau Friedrike (Marie Johanna), geborene Finck (1872–1958), geboren.

### Werdegang
Alfred Toppe besuchte nach seinem Besuch der Landschule in seinem Geburtsort, beginnend im Jahr 1911, von 1914 bis 1923 das Realgymnasium in Bützow und erlangte dort das Reifezeugnis. Während dieser Zeit wohnte Toppe gemeinsam mit vier weiteren Schülern als Pensionär und Kostgänger bei seinem Lehrer Christian Glitscher in der Wilhelmstraße 12.
Am 1. Oktober 1923 trat er als Fahnenjunker in die Reichswehr ein und kam zum 14. Reiter-Regiment. Ab 1. Oktober 1926 war er im 1. (Preuß.) Reiter-Regiment, wo er am 11. Dezember 1926 zum Leutnant befördert wurde. Am 1. April 1929 wurde er als Ordonnanzoffizier in den Stab des 1. Reiter-Regiments kommandiert. Es folgte seine Ernennung zum Oberleutnant am 10. Juli 1929 und zum Regimentsadjutanten am 1. November 1932.
Bei der Erweiterung der Reichswehr zur Wehrmacht wurde er am 1. Oktober 1934 zur Kriegsakademie kommandiert und zum Rittmeister befördert. Als Rittmeister (Beförderung am 1. Januar 1935) war er ab 1. Juli 1936 Ia im Generalstab des Generalkommandos des II. Armeekorps. Am 21. März 1938 wurde er in dieser Position Hauptmann. Ab 1. Dezember 1939 war er Lehrer der Generalstabslehrgänge. Ab 18. Juni 1940 war er erst beim Oberquartiermeister Paris, wurde dann mit der Umgliederung des Oberquartiermeisters als Qu 1 erster Gehilfe des neu eingerichteten Oberquartiermeisters Frankreich. Mit dem 18. März 1941 wurde er Oberquartiermeister der Befehlsstelle Oberkommando des Heeres (OKH) bzw. der Heeresgruppe Nord. Am 1. März 1942 wurde er Oberstleutnant und übernahm am 1. Juni 1942 die Abteilung H (Versorgung) im OKH. Als Oberst (Beförderung am 1. Januar 1943) wurde er am 25. November 1943 Oberquartiermeister z. b. V. beim Generalquartiermeister des Heeres. Vom 5. Februar 1944 bis 22. Juli 1944 war er kurz Chef des Generalstabes des X. Armeekorps. Er wurde u. a. mit dem Deutschen Kreuz in Silber ausgezeichnet. Am 22. Juli 1944 wurde er als Nachfolger von General der Artillerie Eduard Wagner zum Generalquartiermeister des Heeres ernannt, was er bis Kriegsende blieb. Am 1. Oktober 1944 wurde er zum Generalmajor befördert. Am 22. Mai 1945 wurde er in Flensburg von den Briten verhaftet, wurde im Sommer 1947 aus der Kriegsgefangenschaft entlassen und kam in Arrest.
Nach dem Krieg war er Autor und Herausgeber von militärwissenschaftlicher Literatur. 1947/48 war er Mitarbeiter des Projektes STAPLE der Historical Division in Neustadt. 1948 wurde er durch die Lagerspruchkammer Neustadt entnazifiziert. Toppe gehörte mit der Einrichtung im Februar 1948 am Juni 1948 der achtköpfigen Control Group an, welche die Historical Division der U.S. Army koordinieren sollte. Leiter der Control Group war Franz Halder, welchen er auch in wirtschaftlichen Fragen vertrat. Er war auch bei der deutschen Abteilung der kriegsgeschichtlichen Forschungsgruppe der United States Army, der Operational History (German) Section der Historical Division, in Königstein im Taunus sowie in Karlsruhe aktiv. Hier hatte er bedeutenden Einfluss auf die Kriegsgeschichtsschreibung des Zweiten Weltkrieges. Ab August 1951 war er Schriftleiter der Wehrwissenschaftlichen Rundschau. Von Sommer 1952 bis Frühjahr 1953 war er im Auftragt der Control Group gemeinsam mit Rudolf Hoffmann für Recherchen in den deutschen Wehrmachtsakten in Washington. Letztendlich konnte Halder und Toppe den Plan für eine Dependance der Control Group in Washington nicht realisieren. Im Februar 1957 schied Toppe aus der Control Group aus. Toppe war Mitglied des Arbeitskreises für Wehrforschung.

### Familie
Am 4. Juli 1930 hatte er Hildegard Lignitz geheiratet, die beiden hatten vier Söhne.

## Schriften (Auswahl)
- Versorgungsprobleme bei weitreichenden Unternehmungen. 28 Teiluntersuchungen, in: BArch, ZA 1/99-101, 2332–2338, 2755–2759
- Deutsche Methoden der Vernehmung von Kriegsgefangenen im II. Weltkrieg. Juli 1949, MS#P-018a-018e.
- Besatzung und Militärregierungen besetzter Gebiete, 1949, in: BArch, ZA 1/1783, Bl. 22.
- Die deutsche Kriegsgeschichtsschreibung in Königstein/Taunus, 1. Fortsetzung, 1. April bis 30. Juni 1949, in: BArch, ZA 1/1825.
- Deutsche Erfahrung auf dem Gebiete der Tarnung ziviler Einrichtungen im Rückwärtigen Gebiet. September 1950, MS#P-025.
- gemeinsam mit Edmund Blaurock: Die Operationen der 9. Deutschen Armee im Feldzug gegen die Sowjet-Union vom 22.6.1941–10.4.1942 unter besonderer Berücksichtigung der Logistik. Mai 1951, MS#P-143a-x.
- gemeinsam mit Rudolf Hoffmann: Verbrauchs- und Verschleißsätze während der Operationen der deutschen Heeresgruppe Mitte vom 22.6.41–31.12.41. Mai 1951, MS#P-190.
- Sprengung und Verminung. November 1951, MS#P-074.
- Flüchtlingsüberwachung. Dezember 1951, MS#P-099.
- Deutsche Erfahrungen im Wüstenkrieg während des Zweiten Weltkriegs (DA-Pamphlet 20–237: Desert Warfare: German Experiences in World War II, 1952)
- gemeinsam mit Fritz Bayerlein, Sigismund Kienow und Hermann Heitmann: German Experiences in Desert Warfare During World War II. Department of the Navy, Headquarters U.S. Marine Corps, 1953.
- Nachtgefechte (DA-Pamphlet 20–236: Night Combat, 1953)